# هاشيزومي دايسابرو
هاشيزومي دايسابرو (بالأنكليزية:Hashizume Daisaburō) عالم في علم الاجتماع. أستاذ فخري/شرف في جامعة طوكيو للتكنولوجيا. تخّلى عام 1977 عن متابعة الدراسة النظامية لنيل الدكتوراه في قسم الدراسات الاجتماعية بجامعة طوكيو. واستمر في الكتابة والتأليف لفترة ثم عمل كأستاذ مساعد بجامعة طوكيو للتكنولوجيا. في عام 1989 كما عمل في نفس الجامعة كأستاذ في علم الاجتماع. من عام 1995 ولغاية عام 2013 من مؤلفاته (لعبة اللغة ونظريات علم المجتمع) ، و(استراتيجيات البوذية) 1986 حيث صدر على شكل كُتّيّب من دار سانغا للنشر عام 2013، وكذلك (مدخل إلى علم الاجتماع الديني لفهم العالم) 2001 (عجائب المسيحية) 2011، (تسالي البوذية) 2013 وغيرها من المؤلفات.